# 黒川音
黒川 音（くろかわ おと、3月16日 - ）は、日本の女優・アイドルである。アイドルグループCUBΣLICのメンバー。

## 人物
- 愛称は、「おーたん」。
- 2017年12月15日に本名から黒川 音に改名して活動している。
- 元花やしき少女歌劇団の5期生。
- 2018年現在、関東の大学2年に在学・芸術情報学部・舞台表現学科・演劇コースに在学している。
- 趣味は観劇、かき氷を食べること。特技は津軽三味線、タップダンス、ジャズダンス。好きな食べ物はかき氷とアジフライである。
- ハロプロと私立恵比寿中学を中心とした在宅ヲタクである。推しは元モーニング娘。の工藤遥である。
- DESEO mini with VillageVanguardプロデュース正統派アイドルユニット『東京リアリー』の元メンバー

■「東京リアリー」としての活動
- 2018年9月23日に「東京リアリー候補生」としてお披露目ライブ
- 2018年12月28日、正規昇格昇格ライブで目標50人動員のところ、63人の動員で無事正規生（東京リアリー）に昇格決定
- 2019年3月16日、20歳の誕生日当日に初の生誕祭となる「東京リアリー定期公演〜黒川音生誕祭〜」がDESEO mini with VILLAGE VANGUARDにて行われる
- 2019年6月7日、所属事務所から「東京リアリーの無期限活動休止」が発表、またラストライブは2019年6月26日であることも併せて発表される。
- 2019年6月26日、渋谷DESEOにおいて開催されたラストライブを最後に、東京リアリーとしての活動は休止。なお、所属事務所からの退所などはなく、今後もharvestに所属し、新たなアイドルユニット等で活動再開予定とすることを明言。

■「CUBΣLIC」としての活動
- 2019年9月2日21時　harvest所属アイドルユニット『CUBΣLIC』のメンバーになることを公式が発表

- 2019年10月から初のレギュラー番組スタート 『CUBΣLICのなんたらかんたら』が下北FMで 毎月第1,3木曜日20:40〜START

- 2019年11月3日（日） デビューライブ「 CUBΣLIC Debut Live『CUBΣLIC is here now』」を DESEO mini with VVで開催

## 出演

### 【舞台】
- 2010年 
  - 　フレッセイミュージカル｢小公女セーラ｣アンサンブル （伊勢崎市文化会館）
  - 　M-Squareミュージカル｢トムソーヤーの冒険｣ウイリー役 （イマジンミュージカルＢスタジオ）
- 2011年 
  - 　ジョーズカンパニー｢フラッパーズ〜私達にできること〜｣水川かえで役 （下北沢小劇場楽園）
- 2012年 
  - 　ジョーズカンパニー｢シュガー〜空色のプールサイド〜｣国光幸役 （下北沢｢劇｣小劇場）
  - 　ジョーズカンパニー｢フラッパーズ〜私達にできること〜｣山本遥香役 （下北沢小劇場楽園）
- 2013年 
  - 　ジョーズカンパニー｢シュガー2〜いくつものツバサ〜｣高辻あや役 （相鉄本多劇場）
- 2014年 
  - 　ジョーズカンパニー｢シュガー〜空色のプールサイド〜｣室橋鈴花役 （下北沢｢劇｣小劇場）
  - 　ジョーズカンパニー｢ココ・スマイル7〜夏色のマイソング〜｣戸塚陽子役 （吉祥寺シアター）
  - 　ジョーズカンパニー｢フラッパーズ〜私達にできること〜｣森井真咲役 （下北沢小劇場楽園）
- 2015年 
  - 　ジョーズカンパニー｢マイソング〜誰かのために輝いて〜｣白居亜鷺役 （下北沢｢劇小劇場｣）
- 2016年 
  - 　ジョーズカンパニー｢ラブリーズ〜きっと君のせいじゃない〜｣三枝ひかる役 （下北沢小劇場楽園）
  - 　ジョーズカンパニー「ココ･スマイル7〜夏色のマイソング〜」戸塚陽子役 （シアターサンモール）
- 2017年 
  - 　LIVEDOGプロデュース「ある苅屋くんの人生」佐藤たかこ役 （新宿村LIVE）
- 2018年 
  - 　劇団俳優座「いつもいつも君を憶ふ」川越公演アンサンブル （川越やまぶき会館）
  - 　ジョーズカンパニー「ラブリーズ〜きっと、君のせいじゃない〜」三枝ひかる役 （下北沢小劇場楽園）

### 【TV、スチール】
- 2011年 
  - 　メガハウス｢オセロ｣ＣＭ、店頭パンフレット
  - 　｢ラミューズスクエアグランシア西武台｣パンフレット、Web
- 2013年 
  - 　東海テレビ｢明日の光をつかめ2013夏｣ ダンス部員、アイドル
  - 　映画｢東京｣ 女子生徒
- 2014年 
  - 　TBSテレビ｢アゲイン！！｣ チア部員
- 2015年 
  - 　山崎製パン｢ランチパック｣ＣＭ ダンサー
- 2016年 
  - 　日清カップヌードルＣＭ「OBAKA’S大学に春がきた！」編 女子大生、研究員
  - 　PlayStation CM「PlayStation®️祭 VISON MOVIE フルバージョン」
  - 　NHK「総合診療医ドクターG 再現ドラマ『頭が痛くてだるい』」ダンス部員
- 2017年 
  - 　NPO法人DVD「脳活嚥下体操『若さでWahaha!』」体操のお姉さん
  - 　第68回NHK紅白歌合戦 嵐さんバックダンサー

### 【イベント】
- 2009年 
  - 　平野緑城芸道生活50周年記念ディナーショー （帝国ホテル）*
- 2010年 
  - 　津軽三味線大合奏会｢津軽三味線＆日本一の仲間たち｣ （中野サンプラザ）
  - 　津軽三味線合同演奏会｢浅草の春！津軽の春！合同演奏会｣ （花やしき座）
- 2011年 
  - 　平野緑城先生お式染めの会 （吉祥寺東急イン）
  - 　装道礼法きもの学院新年イベント
  - 　｢生きる2011芸道50周年記念 平野緑城の世界｣ （東京オペラシティ）
- 2012年 
  - 　ビートフェスティバル復興支援大祭 （浅草ビューホテル）
  - 　東京スカイツリー開業記念｢歌で繋ごう゛ありがとう゛を浅草から｣ （浅草公会堂）
  - 　成田弦祭り （成田山新勝寺 表参道及び西参道）
- 2013年 
  - 　国際通り商輿会イベント （浅草国際通り）
- 2016年 
  - 　｢WORLD WIDE-DANCE COLLECTION2016-WINTER-｣ オープニングアクト（東京ドームシティホール）
  - 　「第35回浅草サンバカーニバル」 オープニングパレード （浅草周辺）
- 2017年 
  - 　「M&S DANCE PERFORMANCE vo.6」（セシオン杉並）